# Новець (Штумський повіт)
Новець (пол. Nowiec, нім. Neuhöferfelde) — село в Польщі, у гміні Дзежґонь Штумського повіту Поморського воєводства.
Населення — 136 осіб (2011).
У 1975-1998 роках село належало до Ельблонзького воєводства.

## Демографія
Демографічна структура станом на 31 березня 2011 року:
|          | Загалом | Допрацездатний вік | Працездатний вік | Постпрацездатний вік |
| -------- | ------- | ------------------ | ---------------- | -------------------- |
| Чоловіки | 61      | 9                  | 45               | 7                    |
| Жінки    | 75      | 16                 | 47               | 12                   |
| Разом    | 136     | 25                 | 92               | 19                   |